# Сан Валентино ала Мута (Болцано)
Сан Валентино ала Мута је насеље у Италији у округу Болцано, региону Трентино-Јужни Тирол.
Према процени из 2011. у насељу је живело 625 становника. Насеље се налази на надморској висини од 1470 м.